# Leichtathletik-Weltmeisterschaften 2005/3000 m Hindernis der Frauen

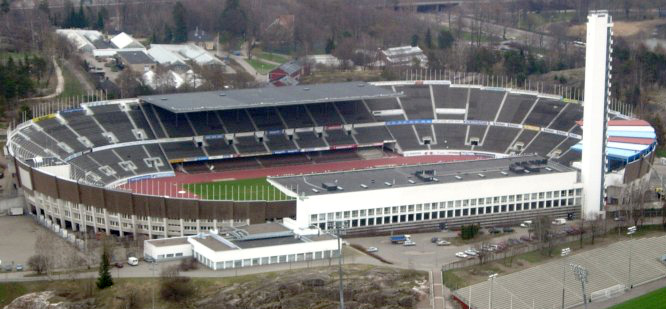
Das Olympiastadion in Helsinki im Mai 2005

Der 3000-Meter-Hindernislauf der Frauen bei den Leichtathletik-Weltmeisterschaften 2005 wurde am 6. und 8. August 2005 im Olympiastadion der finnischen Hauptstadt Helsinki ausgetragen.
Dieser Wettbewerb stand für Frauen zum ersten Mal auf dem Programm bei Leichtathletik-Weltmeisterschaften. Damit war das Angebot der Frauen und Männer fast angeglichen. Im Bereich Lauf, Sprung, Wurf und Stoß gab es keine Defizite mehr bei den Disziplinen für Frauen. Alleine das 50-km-Gehen fehlte nun noch im Frauenprogramm, und es sollte noch bis 2017 dauern, bevor auch die lange Gehdistanz dazukam.
Weltmeisterin wurde Dorcus Inzikuru aus Uganda. Sie gewann vor der Russin Jekaterina Wolkowa. Bronze ging an die Kenianerin Jeruto Kiptum Kiptubi, die 2004 Afrikameisterin über 1500 Meter war.

## Rekorde

### Bestehende Rekorde
| Weltrekord               | 9:01,59 min                                        | Russland Gulnara Galkina                           | Iraklio, Griechenland                              | 4. Juli 2004 |
| Weltmeisterschaftsrekord | Wettbewerb neu im Programm von Weltmeisterschaften | Wettbewerb neu im Programm von Weltmeisterschaften | Wettbewerb neu im Programm von Weltmeisterschaften |              |

### Rekordverbesserung
In diesem im Programm von Weltmeisterschaften neuen Wettbewerb wurde der WM-Rekord im ersten Vorlauf neu aufgestellt und dann zweimal verbessert:
- 9:32,96 min – Jelena Sadoroschnaja (Russland), 1. Vorlauf am 6. August
- 9:27,85 min – Dorcus Inzikuru (Uganda), 3. Vorlauf am 6. August
- 9:18,24 min – Dorcus Inzikuru (Uganda), Finale am 8. August

Darüber hinaus gab es einen Kontinentalrekord und zwei Landesrekorde.
- Kontinentalrekord:
  - 9:41,21 min (Asienrekord) – Minori Hayakari (Japan), 1. Vorlauf am 6. August
- Landesrekorde:
  - 9:47,47 min – Rasa Troup (Litauen), 2. Vorlauf am 6. August
  - 9:29,21 min – Jeruto Kiptum Kiptubi (Kenia), 3. Vorlauf am 6. August
  - 9:26,95 min – Jeruto Kiptum Kiptubi (Kenia), Finale am 8. August
  - 9:51,49 min – Habiba Ghribi (Tunesien), 3. Vorlauf am 6. August
  - 9:26,95 min – Korene Hinds (Jamaika), Finale am 8. August

## Vorrunde
Die Vorrunde wurde in drei Läufen durchgeführt. Die ersten drei Athletinnen pro Lauf – hellblau unterlegt – sowie die darüber hinaus sechs zeitschnellsten Läuferinnen – hellgrün unterlegt – qualifizierten sich für das Finale.

### Vorlauf 1

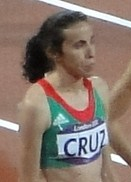
Clarisse Cruz – als Zehnte ihres Vorlaufs in 10:06,96 min ausgeschieden
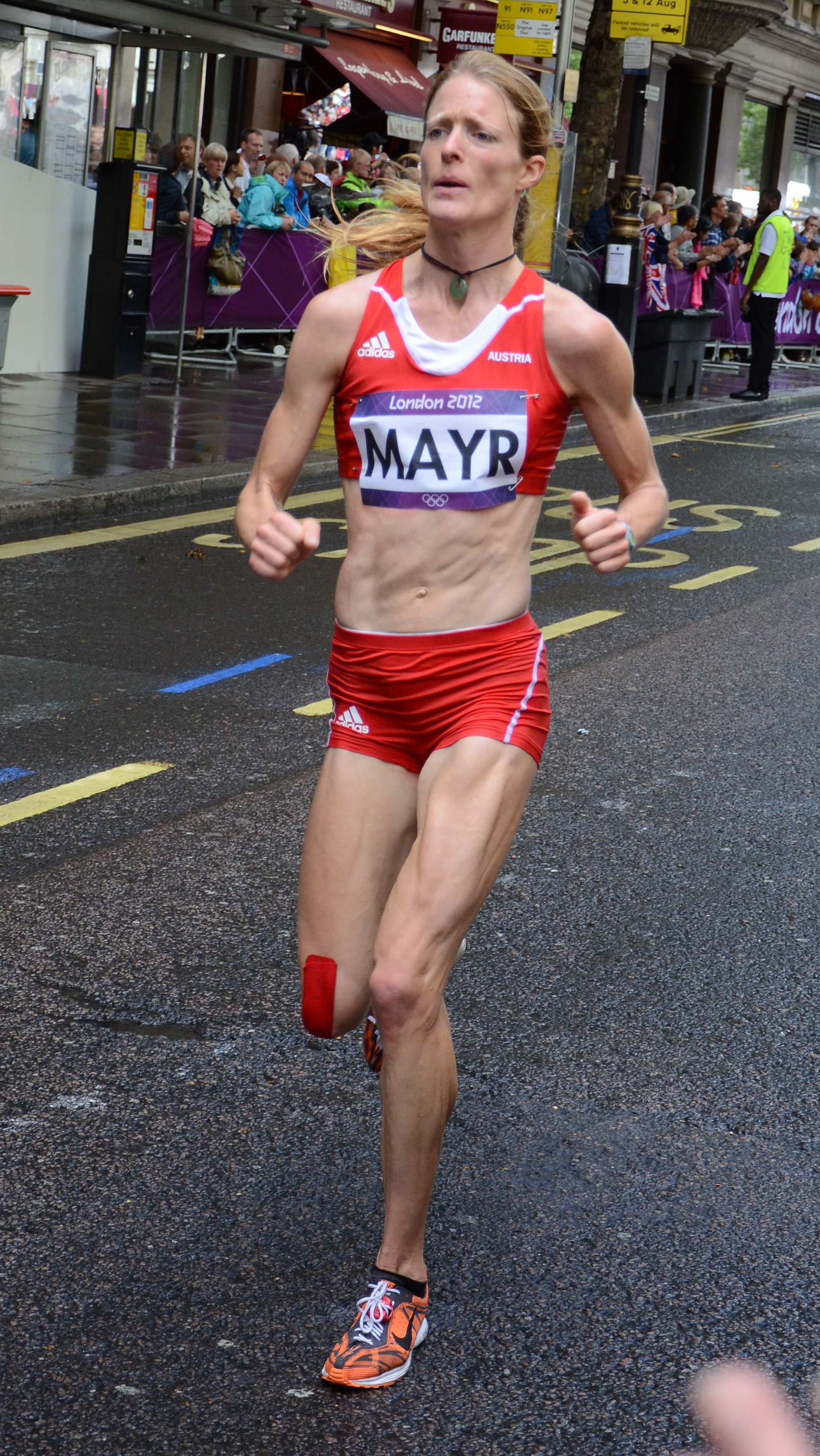
Andrea Mayr – Rang elf in ihrem Vorlauf in 10:07,61 min und damit nicht im Finale
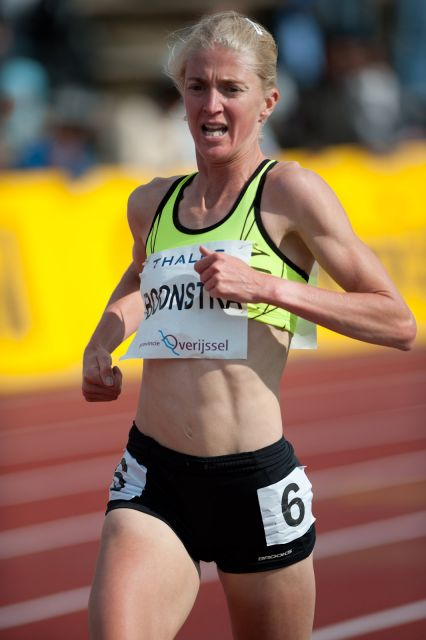
Miranda Boonstra – als Zwölfte ihres Rennens in 10:09,91 min in der Vorrunde gescheitert

6. August 2005, 12:05 Uhr
| Platz | Name                 | Nation      | Zeit (min)  |
| ----- | -------------------- | ----------- | ----------- |
| 1     | Jelena Sadoroschnaja | Russland    | 09:32,96 CR |
| 2     | Korene Hinds         | Jamaika     | 09:36,76    |
| 3     | Salome Chepchumba    | Kenia       | 09:39,27    |
| 4     | Minori Hayakari      | Japan       | 09:41,21 AS |
| 5     | Bouchra Chaâbi       | Marokko     | 09:41,82    |
| 6     | Lisa Aguilera        | USA         | 09:47,45    |
| 7     | Lívia Tóth           | Ungarn      | 09:51,03    |
| 8     | Stephanie De Croock  | Belgien     | 09:54,78    |
| 9     | Róisín McGettigan    | Irland      | 09:56,31    |
| 10    | Clarisse Cruz        | Portugal    | 10:06,96    |
| 11    | Andrea Mayr          | Österreich  | 10:07,61    |
| 12    | Miranda Boonstra     | Niederlande | 10:09,91    |

### Vorlauf 2
6. August 2005, 12:18 Uhr
| Platz | Name                       | Nation     | Zeit (min)  |
| ----- | -------------------------- | ---------- | ----------- |
| 1     | Wioletta Janowska          | Polen      | 09:35,66    |
| 2     | Mardrea Hyman              | Jamaika    | 09:38,75    |
| 3     | Carrie Messner             | USA        | 09:39,68    |
| 4     | Jackline Chemwok Rionoropo | Kenia      | 09:47,37    |
| 5     | Rasa Troup                 | Litauen    | 09:47,47 NR |
| 6     | Élodie Olivarès            | Frankreich | 09:49,28    |
| 7     | Ida Nilsson                | Schweden   | 09:56,17    |
| 8     | Natalia Izmodenowa         | Russland   | 10:01,97    |
| 9     | Rosa Morató                | Spanien    | 10:07,09    |
| 10    | Fatiha Bahi Azzouhoum      | Algerien   | 10:07,39    |
| 11    | Dobrinka Schalamanowa      | Bulgarien  | 10:07,75    |
| DNF   | Anni Tuimala               | Finnland   |             |

### Vorlauf 3
6. August 2005, 12:31 Uhr
| Platz | Name                  | Nation         | Zeit (min)  |
| ----- | --------------------- | -------------- | ----------- |
| 1     | Dorcus Inzikuru       | Uganda         | 09:27,85 CR |
| 2     | Jeruto Kiptum Kiptubi | Kenia          | 09:29,21 NR |
| 3     | Jekaterina Wolkowa    | Russland       | 09:29,88    |
| 4     | Cristina Casandra     | Rumänien       | 09:37,19    |
| 5     | Yamina Bouchaouante   | Frankreich     | 09:42,18    |
| 6     | Elizabeth Jackson     | USA            | 09:45,24    |
| 7     | Inês Monteiro         | Portugal       | 09:47,19    |
| 8     | Habiba Ghribi         | Tunesien       | 09:51,49 NR |
| 9     | Türkan Bozkurt        | Türkei         | 09:56,61    |
| 10    | Walentyna Horpynytsch | Ukraine        | 09:59,29    |
| 11    | Jo Ankier             | Großbritannien | 10:12,50    |

## Finale
8. August 2005, 20:35 Uhr
| Platz | Name                  | Nation     | Zeit (min)  |
| ----- | --------------------- | ---------- | ----------- |
| 1     | Dorcus Inzikuru       | Uganda     | 09:18,24 CR |
| 2     | Jekaterina Wolkowa    | Russland   | 09:20,49    |
| 3     | Jeruto Kiptum Kiptubi | Kenia      | 09:26,95 NR |
| 4     | Korene Hinds          | Jamaika    | 09:33,30 NR |
| 5     | Salome Chepchumba     | Kenia      | 09:37,39    |
| 6     | Jelena Sadoroschnaja  | Russland   | 09:37,91    |
| 7     | Cristina Casandra     | Rumänien   | 09:39,52    |
| 8     | Mardrea Hyman         | Jamaika    | 09:39,66    |
| 9     | Elizabeth Jackson     | USA        | 09:46,72    |
| 10    | Bouchra Chaâbi        | Marokko    | 09:47,62    |
| 11    | Yamina Bouchaouante   | Frankreich | 09:48,48    |
| 12    | Minori Hayakari       | Japan      | 09:48,97    |
| 13    | Inês Monteiro         | Portugal   | 09:50,35    |
| 14    | Wioletta Janowska     | Polen      | 10:00,03    |
| 15    | Carrie Messner        | USA        | 10:11.20    |

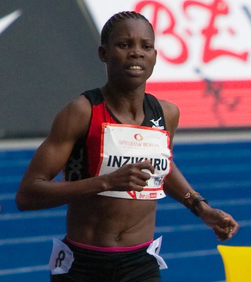
Weltmeisterin Docus Inzikuru

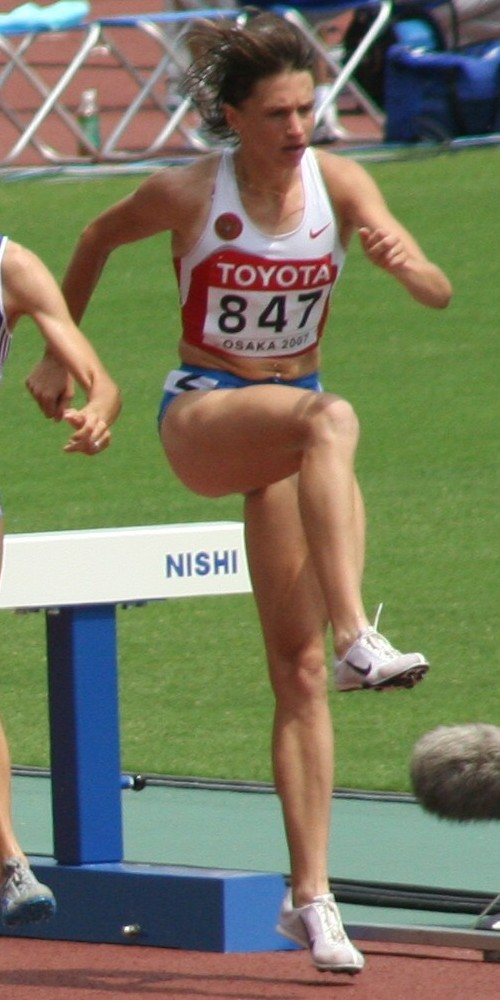
Vizeweltmeisterin Jekaterina Wolkowa
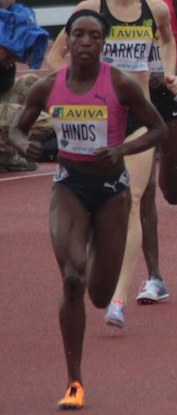
Korene Hinds kam mit neuem jamaikanischen Rekord auf den vierten Platz
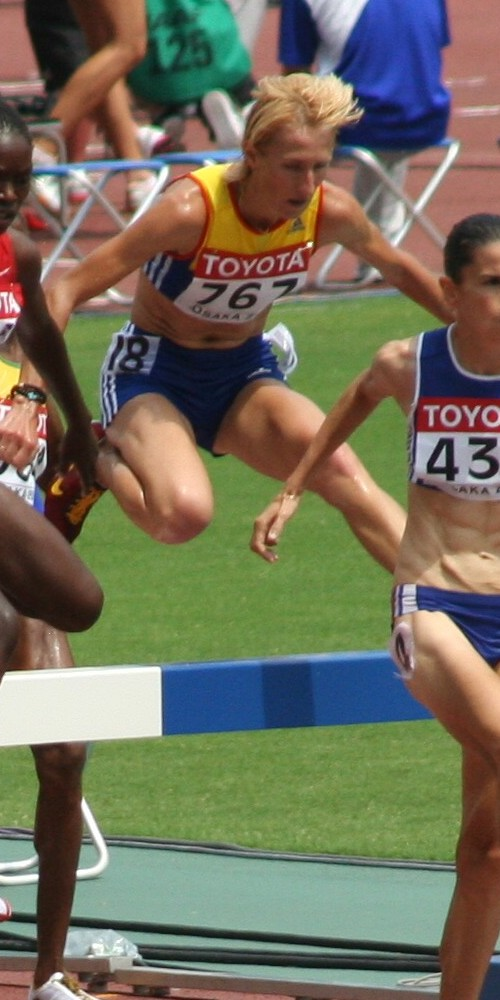
Cristina Casandra belegte Rang sieben
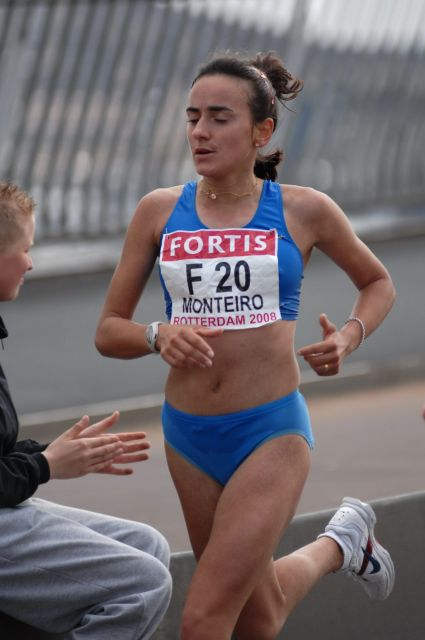
Inês Monteiro erreichte Platz dreizehn

## Video
- 2005 World Championship Women's 3000m Steeplechase, youtube.com, abgerufen am 9. Oktober 2020